# Aphodius serotinus
Aphodius serotinus là một loài bọ cánh cứng trong họ Scarabaeidae. Loài này được Panzer miêu tả khoa học năm 1799.